# Gerbilliscus kempi
Gerbilliscus kempi es una especie de roedor de la familia Muridae.

## Distribución geográfica
Se encuentra en Benín, Burkina Faso, Burundi, Camerún, República Centroafricana, Chad, República Democrática del Congo, Costa de Marfil, Etiopía, Ghana, Guinea, Kenia, Malí Nigeria, Ruanda, Sierra Leona, Sudán, Sudán del Sur, Togo, Uganda y, posiblemente, Liberia.

## Hábitat
Su hábitat natural son: son los bosques subtropicales y tropicales secos, matorrales áridos, las tierras de cultivo y pastos.